# André Breton (homme politique)
Pour les articles homonymes, voir Breton (homonymie) et André Breton (homonymie).
André Breton, né le 3 avril 1897 à Paris et mort le 1er novembre 1954 dans la même ville, est un homme politique français.

## Biographie
Fils du chimiste, sénateur républicain-socialiste et ministre Jules-Louis Breton, André Breton commence sa carrière comme directeur du cabinet de son père au ministère de l'Hygiène, de l'assistance et prévoyance sociales en 1920.
Il décide ensuite de commencer une carrière politique en se présentant en 1928, également sous les couleurs socialistes réformistes du Parti républicain socialiste et socialiste français aux élections législatives dans la seconde circonscription de Bourges. Il est réélu en 1932 mais cette fois-ci, il se présente comme candidat du Parti socialiste français, que de nombreux républicains-socialistes ont rejoint au début des années 1930.
Battu lors des élections de 1936, il reprend un poste de conseiller ministériel en devenant directeur de cabinet de Maurice Viollette, puis de Joseph Paul-Boncour et enfin de Paul Ramadier, tous trois issus de la même famille politique que lui.
Il revient au Parlement en 1939 comme sénateur du Cher, cette fois sous l'étiquette de l'Union socialiste républicaine. Le 10 juillet 1940, il vote en faveur de la remise des pleins pouvoirs au Maréchal Pétain.
Il ne reprend plus d'activités politiques et choisit de se tourner vers la magistrature, où il se spécialise dans le droit social, conseiller à la cour d'appel.

## Sources
- « André Breton (homme politique) », dans le Dictionnaire des parlementaires français (1889-1940), sous la direction de Jean Jolly, PUF, 1960 [détail de l’édition]